# Camere da letto (opera teatrale)
Camere da letto (Bedroom Farce) è una farsa in due atti di Alan Ayckbourn del 1975.

## Trama
La pièce teatrale si svolge in tre camere da letto in una sola notte e nella mattina seguente. Il cast è formato da 4 coppie sposate. All'inizio della commedia, la coppia più anziana, composta da Delia ed Ernest, si sta preparando per uscire e festeggiare l'anniversario di matrimonio; Malcom e Kate, la coppia più giovane, sta organizzando un party d'inaugurazione della loro nuova casa al quale le altre due coppie, Jan e Nick e Susannah e Trevor (gli unici due di cui non si vedrà la camera da letto), sono state invitate. Nick è bloccato a letto dalla mattina dopo avrer preso il "colpo della strega" e non può andare. Il fattore che complica tutto è che Jan in passato era la ragazza di Trevor, e dopo che Susannah e Trevor hanno un acceso battibecco, Susannah li sorprende che si baciano. Quindi Susanna scappa dalla festa e va a trovare Delia ed Ernest, i quali sono i genitori di Trevor; finisce per dividere il letto con Delia, mentre Ernest è costretto a dormire in una stanza di riserva. Nel contempo Trevor, pensando di non poter rientrare a casa propria, viene invitato da Kate a dormire presso di loro nonostante abbia contribuito assieme a Susannah a rovinare la festa. D'improvviso Trevor decide di "rimettere le cose a posto" con Nick e Jan, lasciando che Kate lo aspetti mentre lui va a casa dei due. Alla fine Trevor e Susannah sembrano riconciliarsi, ma il finale lascia qualche dubbio sul fatto che la storia possa davvero continuare.